# El Carpio
El Carpio es un municipio español de la provincia de Córdoba, Andalucía. En el año 2023, contaba con una población de 4327 habitantes, según el padrón del INE. Se encuentra situado en la comarca del Alto Guadalquivir.

## Contexto geográfico
Se encuentra situada a una altitud de 150 metros sobre el nivel del mar y a 30 kilómetros de la capital de provincia, Córdoba. Su extensión superficial es de 46,68 km² y tiene una densidad de 96,4 hab/km². El término municipal está atravesado por la Autovía del Sur entre los puntos kilométricos 371 y 375, y por la carretera autonómica A-306 que permite la comunicación con Bujalance.
El relieve del municipio está influenciado por el valle del río Guadalquivir que cruza el territorio de este a oeste haciendo un meandro. La altitud oscila entre los 300 metros en el extremo noroccidental, en el ascenso hacia Sierra Morena, y los 129 metros en la ribera del río. En el paisaje predominan fértiles tierras de olivos, vega y de cultivos herbáceos. En las orillas del río existen unos sotos que resultan de gran interés natural pues sirven de refugio para numerosas aves acuáticas.
| Noroeste: Villafranca de Córdoba           | Norte: Adamuz | Noreste: Pedro Abad |
| Oeste: Villafranca de Córdoba              |               | Este: Bujalance     |
| Suroeste: Villafranca de Córdoba y Córdoba | Sur: Córdoba  | Sureste: Bujalance  |

## Historia

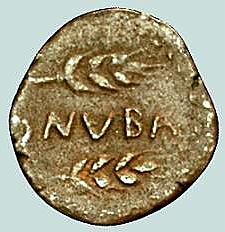
Reverso de moneda en la que se aprecian el nombre de ONVBA y dos espigas de trigo.

Es muy posible que la cita de Plinio el Viejo (III,10), en la que menciona Onvba en esta zona, se esté refiriendo a los orígenes de El Carpio. La leyenda Onvba también aparece en las monedas acuñadas por esta ciudad en el siglo I a. C. Se trata de una serie de ases y semis. El enclave debió contar con una importante explotación agraria, ya que en el reverso de la citadas monedas siempre aparecen dos espigas tumbadas rodeando el nombre.
La actual villa de El Carpio, se fundó en el primer tercio del siglo XIV junto a la torre mandada construir por Garci Méndez de Sotomayor, descendiente de los conquistadores de estas tierras, con anterioridad a su participación en una serie de hechos de armas en la frontera granadina durante el reinado de Alfonso XI, quien trasladó al nuevo emplazamiento a la población que estaba en estas tierras en la época musulmana, la de Alcocer (Al-Qusayr).
Alcocer fue conquistado por Fernando III en 1240, siendo posteriormente (1245) donada su villa y fortaleza al concejo de Córdoba y delimitados los términos de su feligresía. Parte de su término fue repartido entre varios miembros de la familia que colaboró en su reconquista: los Meléndez o Méndez de Sotomayor, realizándose posteriormente otras reparticiones de sus tierras. Uno de los descendientes de esa familia (Garci Méndez de Sotomayor) logró reunir en su poder a primeros del siglo XIV los donadíos repartidos por Fernando III, mandando construir en ellos una torre fortaleza.
Alrededor de la torre, surgió la población de El Carpio, dándose como fecha de su fundación el año en que se terminó la construcción de aquella (1325).
La extensión territorial que abarca el actual término municipal de El Carpio formó parte en la antigüedad del municipio romano llamado Sacili Martialium. Un núcleo urbano se situaba en el cortijo del Alcurrucón -término municipal de Pedro Abad- que tuvo rango de municipio de derecho latino y estaba integrado en el convenio jurídico cordobés, equivalente a la demarcación judicial.
El actual territorio de El Carpio fue, en época romana, una zona de fuerte implantación rural, como lo prueban los restos de villas encontrados en La Huelga, sitio del Carneril, cortijo del Valle, túnel de la presa de Mengemor y villar de Alcocer. Estas villas confirman una gran actividad agraria que estaría concentrada en el cultivo de cereales, como se confirma con la aparición de un campo de silos subterráneos de una enorme capacidad de almacenamiento junto a la ermita de San Pedro. 
La villa, presidida por la Torre de Garci-Méndez -resto de la antigua fortaleza-, se asienta sobre una colina desde la que se domina un amplio panorama. Su configuración urbana recuerda los pueblos fortaleza, levantados en torno a un castillo. En la actualidad, el centro del pueblo lo ocupa la plaza de la Constitución donde se encuentra la Parroquia de la Asunción y el Ayuntamiento. 
A lo largo de la Edad Moderna, la villa de El Carpio se erige en el centro de uno de los señoríos más importantes en tierras cordobesas. Los Méndez de Sotomayor se vincularon en 1472 con la casa de Haro. En 1549 se eleva a la categoría de Marquesado, y a partir de 1559 extiende su jurisdicción a los pueblos vecinos de Pedro Abad y Adamuz. En 1660 y 1747 quedaron sometidas a su jurisdicción las Siete Villas de los Pedroches. Este fenómeno refleja el poderío que llegó a alcanzar la Casa de Haro, casa que en 1688 se unió con la de Alba.

### Edad Contemporánea
Durante la segunda mitad del siglo XIX se produjo la llegada del ferrocarril al municipio, tras la inauguración de la línea Manzanares-Córdoba. Se llegó a levantar una estación de ferrocarril propia para El Carpio, cuya entrada en servicio facilitó el movimiento de personas y mercancías. El incipiente desarrollo económico de la localidad se vio acompañado por la construcción, a comienzos de la década de 1920, de una presa en el río Guadalquivir y una central hidroeléctrica.
En 1973 se inauguró la Azucarera de El Carpio, en la época en la que la industria azucarera de Andalucía era la de mayor producción de España. Estuvo funcionando hasta su cierre en la década de 1990. Otra industria que inició su actividad en el municipio durante el siglo XX fue la harinera, con dos plantas que llegaron a operar simultáneamente. A día de hoy se mantiene operativa la fábrica de Pastas Gallo, una de las más importantes del país.

## Demografía
El Carpio cuenta con una población de 4325 habitantes (INE 2024).
| Gráfica de evolución demográfica de El Carpio entre 1842 y 2021                                                     |
| |
| Población de derecho según los censos de población del INE Población de hecho según los censos de población del INE |

El municipio de El Carpio consta de tres núcleos urbanos de población, que son El Carpio (en el que reside la mayoría de la población), Maruanas y San Antonio, estos dos últimos, aldeas situadas cerca del núcleo principal.

## La Torre de Garci Méndez

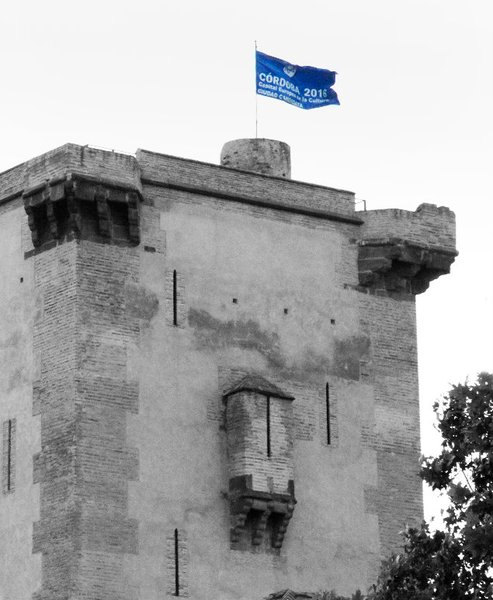
Torre de Garci Méndez en junio de 2011, cuando ondeó en ella la bandera de la Capitalidad Europea de Córdoba 2016 en vez de la habitual, la de El Carpio.

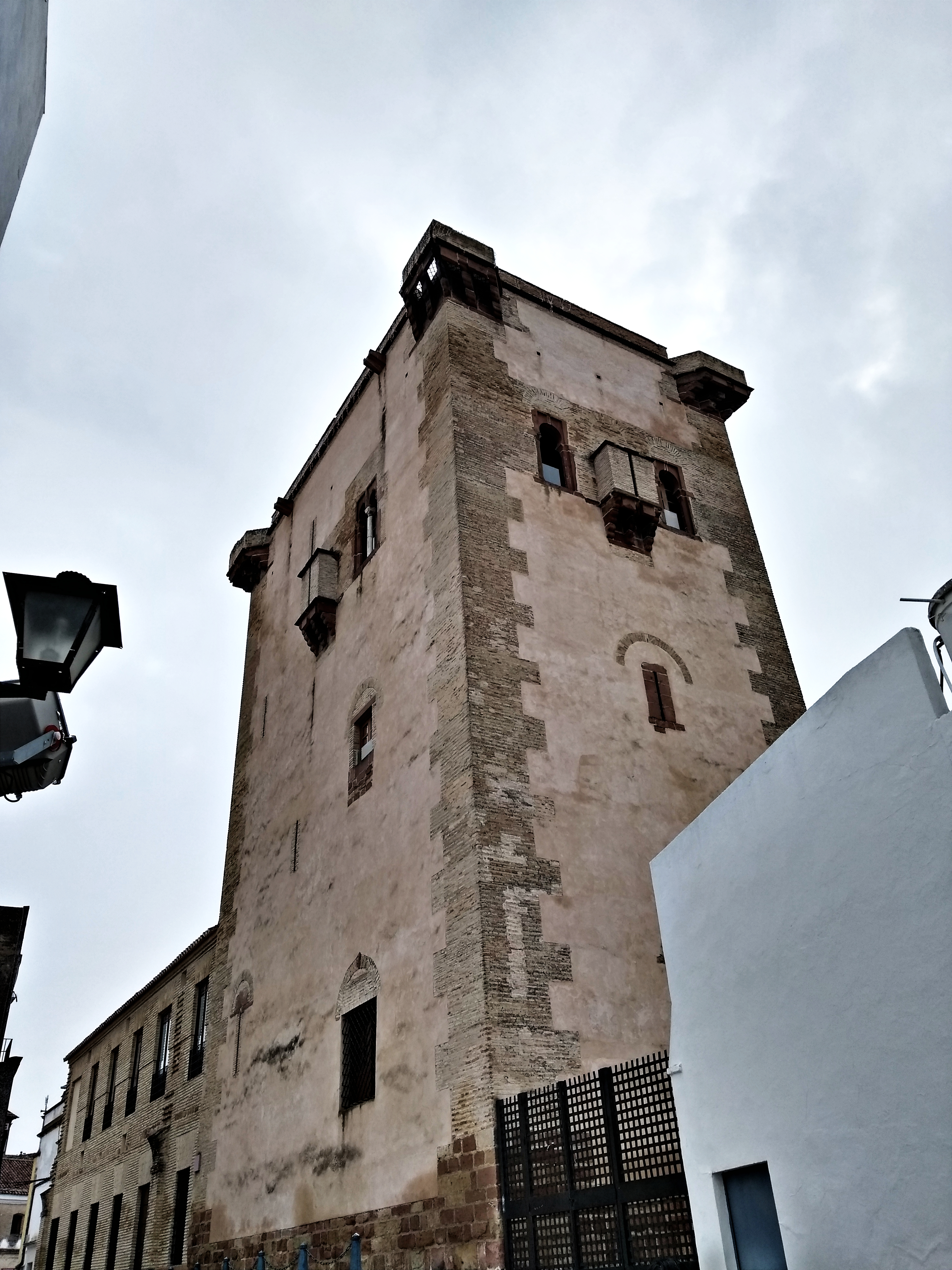
Torre de Garciméndez desde otro ángulo

En toda ciudad, en todo pueblo o núcleo de población, siempre hay algo que forma parte del paisaje urbano que por su singularidad se constituye en el emblema de dicha ciudad, pueblo o núcleo de población. En el caso de El Carpio, sin duda alguna que ese emblema es su torre cuadrangular: la Torre de Garci Méndez.
Siguiendo la costumbre medieval, esta torre que formaba parte del castillo de los Méndez de Sotomayor, se yergue sobre un cerro que domina el caserío de la villa. De estilo mudéjar, fue la primera pieza del castillo en edificarse. Se construyó con argamasa y ladrillo, en forma de prisma rectangular cuyos macizos muros lucen unas ventanas en arco de herradura ya sencillas o bien dobles, pero que en la actualidad aparecen cegadas.
La torre fue mandada levantar por el señor feudal Garci Méndez de Sotomayor en el año 1325 y a su alrededor surgió el actual pueblo de El Carpio.En su origen fue utilizada con fines bélicos, para el que fue diseñada por el alarife maestro Mahomad y por el obrero Ruy Gilformada, por tres cámaras interiores superpuestas. Estas, junto a la rampa de subida. Dicha edificación, que se levantó en un cerro -significado del topónimo El Carpio- para un mejor dominio de las tierras, se terminó en el año 1.325.

## Economía
Su economía está basada, a partes prácticamente iguales en la agricultura (cultivos de cereales, girasol, algodón, olivar...), la industria, existiendo un resurgir del sector de la madera, en pequeños y medianos talleres de fabricación de muebles - sobre todo de cocina -, y de complementos de éstos; también existen talleres electromecánicos y un cierto desarrollo del pequeño comercio.
La mayor industria de la localidad es la agroalimentaria Pastas Gallo, dedicada a la elaboración de sémolas y pastas alimenticias, de la que existe en la localidad una de las más amplias y modernas fábricas con que cuenta la empresa.
El polígono industrial "La Azucarera" situado a los pies de la A-306, futura autovía a Jaén, y muy cerca de la A-4, autovía Madrid-Cádiz, cuenta con unos accesos inmejorables y esta en proceso de ampliación.

### Evolución de la deuda viva municipal
| Gráfica de evolución de Deuda viva del Ayuntamiento de Carpio (El) entre 2008 y 2019                                |
| |
| Deuda viva del Ayuntamiento de Carpio (El) en miles de Euros según datos del Ministerio de Hacienda y Ad. Públicas. |

## Gastronomía
La lista de los platos típicos está compuesta por una suculenta variedad de especialidades tradicionales, como sus cocidos con morcilla y chorizo, migas, tortillas de setas ... Es famosa la morcilla carpeña, elaborada con la sangre y grasas de cerdo y la cebolla como ingrediente que destaca por su sabor, además de otros productos como fécula de patata y arroz (éste menos frecuente). Esta morcilla es ideal bien frita o como ingrediente de potaje de habichuelas o los potajes antes mencionados. 
Las sopas de fideos gordos son muy apreciadas; los ingredientes son: perejil, ajos, tomate, pimiento, almejas, fideos, azafrán en hebra, pimienta, sal y una hoja de laurel. Como dulce navideño es tradicional la línea de mantecados, polvorones, perrunas y pestiños caseros. 
En Semana Santa, el dulce tradicional, al igual que en otros puntos de la geografía cordobesa, es la torrija a base de rebanadas de pan empanadas en leche y después bañadas en yema de huevo, azúcar y harina; una vez fritas con el aceite en su punto, se rocían con miel aclarada.
Destacan la sopas de gato o de ajo, potaje de garbanzos con bacalao y tortillas de San José, cordero adobado, boquerones en vinagre, tortilla de faisanes, salmorejo, gazpacho, y como postres el arroz con leche y las natillas, para terminar con unos deliciosos dulces como gachas con tostones, "sopaipas", tortas de manteca, "platillos volantes", roscos de vino, flores, pestiños de azúcar o miel y pan de cortijo.
La cocina carpeña realiza una recreación propia de la dieta mediterránea, donde encontramos los productos de la tierra -aceite de oliva, frutas y verduras de nuestras huertas, carne de caza, cerdo ibérico...- sabiamente entremezclados, propiciando así a todo buen gurmé una degustación rica en matices que consigue no perder la tradición y la experiencia popular atesorada a lo largo de siglos.

## Fiestas Populares
- Dos de febrero, Día de la Candelaria: Este día se festeja con hogueras en calles y plazas donde se degustan sardinas asadas, el ajo arriero y las migas.
- Carnavales: El viernes de antes de Cuaresma hay un concurso de chirigotas y comparsas y el sábado, pasacalles por el pueblo.
- Penúltimo domingo de abril: se celebra una romería con la salida procesional de la Morenita por las calles del pueblo.
- 30 de abril, Verbena de San José: Fiesta que se celebra en honor a su patrón
- 1 de mayo, Fiesta de Santiago el M. Fiesta con salida procesional en honor al patrón de Maruanas, San José Obrero
- Días 1 y 2 de mayo: Concurso de Cruces. En la que se instalan las Cruces de Mayo en los rincones típicos de la localidad y optan a varios premios En el día 2 se celebra la subida procesional del patrón del Carpio, «Ecce-Homo» desde su ermita hasta la iglesia parroquial. A su llegada a la plaza de la Constitución se celebra una gran verbena popular.
- Día 3 de mayo: Fiesta de la Cruz Y romería del patrón, "Ecce-Hommo".
- Día 15 de mayo: Romería de San Isidro
- Día 24 de mayo: Procesión de María Auxiliadora
- Día 29 de junio: Velada de San Pedro. Velada de San Pedro en la que se organizan actividades culturales y festivas, se celebra un festival flamenco, una muestra de teatro andaluz, exposiciones y conciertos
- Procesión del Cuerpo y Sangre de Cristo (Corpus Christi)
- Julio: Jornadas de Arte: SCARPIA.
- Tercera semana de septiembre: Feria Real.
- Día 8 de diciembre, Día de la Inmaculada: Se realiza una procesión de la patrona de El Carpio en donde se realizan ofrendas florales y se renueva el voto del alcalde en agradecimiento por librar a la población de la epidemia de peste que asoló a la provincia.

## Patrimonio Artístico y Monumental
- Torreón de Garci Méndez de Sotomayor. Símbolo de la localidad de El Carpio. En su interior alberga el museo histórico local.
- Parroquia Ntra. Sra. Asunción (en la Plaza de La Constitución) Construcción realizada en mampostería, ladrillo y piedra molinaza, de tres naves, con cuatro tramos, crucero y cabecera rectangular. Arcos de medio punto sobre columnas toscanas soportan bóvedas de arista en las naves laterales y en los brazos del crucero; la nave central se cubre con bóveda de cañón, mientras el crucero lo hace con cúpulas con tambor sobre pechinas, éstas decoradas con los escudos de los marqueses de El Carpio. Muy interesante es la Cripta, situada bajo la capilla mayor, realizada para enterramiento de los Señores de El Carpio. El exterior de la parroquia es muy sobrio destacando las dos portadas situadas en los lados norte y sur respectivamente. La torre ubicada al sureste de la cabecera está realizada en piedra y ladrillo y es de planta cuadrangular.

- Teatro municipal: Adosado a la Torre del Homenaje en el Callejón de Graneros, está ubicado el Teatro Municipal, recientemente restaurado. Sus sótanos, antiguos graneros de la fortaleza, forman parte de la planta de sótano del recinto del castillo según la remodelación llevada a cabo en la segunda mitad del siglo XVII.

- Molino de San Fernando (S. XVIII) Edificio monumental realizado con sillares de piedra roja molinaza. Está situado a la entrada a la localidad. Es de propiedad privada y sirve como molino de aceite de oliva.
- Ermita San Pedro (a 1 km del pueblo, junto al río Guadalquivir) Está situada fuera de la población en la margen izquierda del Guadalquivir. Es una construcción en ladrillo, con planta y presbiterio rectangular. La nave se cubre con bóveda de cañón con lunetos, dividida en cinco tramos por los correspondientes arcos fajones, apoyados en pilastras; la cabecera, a su vez, se cubre con cúpula sobre pechinas. La decoración de la nave es a base de yeserías geométricas muy planas. La portada principal a los pies, en piedra, está formada por un arco de medio punto. Le precede un pórtico constituido por dos arcos de medio punto que descansan sobre una columna central. Sobre la portada se alza una sencilla espadaña de dos cuerpos. La nave, al exterior, manifiesta unos contrafuertes, lo que permite considerar la construcción como datable en el siglo XV, siendo de época barroca toda la decoración de la nave y la espadaña. En su interior se venera la imagen del patrón de El Carpio, Nuestro Señor Ecce-Homo

- Casas señoriales ( Existen varias viviendas con escudos repartidas por la localidad. Son de propiedad privada pero se puede observar sus fachadas. La mayoría son de los siglos XVIII, S. XIX y principios del S. XX)
- Capilla del colegio de Nuestra Señora de la Piedad y San Isidro: En la calle Colegio se alza la fachada del Colegio de Ntra. Sra. De la Piedad y San Isidro, construcción de la segunda mitad del siglo XVIII. De pequeñas proporciones es un bello ejemplo de arquitectura popular barroca. Se conserva únicamente la iglesia que es una construcción en mampostería y ladrillo. La fachada principal es de gran sencillez, formada por un cuerpo coronado por un frontón triangular con óculo circular en el centro. En el interior se encuentran las imágenes de San José, La Virgen del Carmen, San Isidro y Jesús con la Cruz.
- Casino (formaba parte del recinto del castillo)

- Plaza del Triunfo y monumento a la Inmaculada: Aquí se alza el Monumento a la Inmaculada, erigido en 1803 por doña Salvadoras de Ferreira y Ripa, para conmemorar la protección mariana sobre la ciudad con ocasión de la peste que había asolado a la provincia. Realizado en piedra, está formado por un alto basamento donde apoya una columna con capitel compuesto, sobre el que descansa la imagen de la Inmaculada.

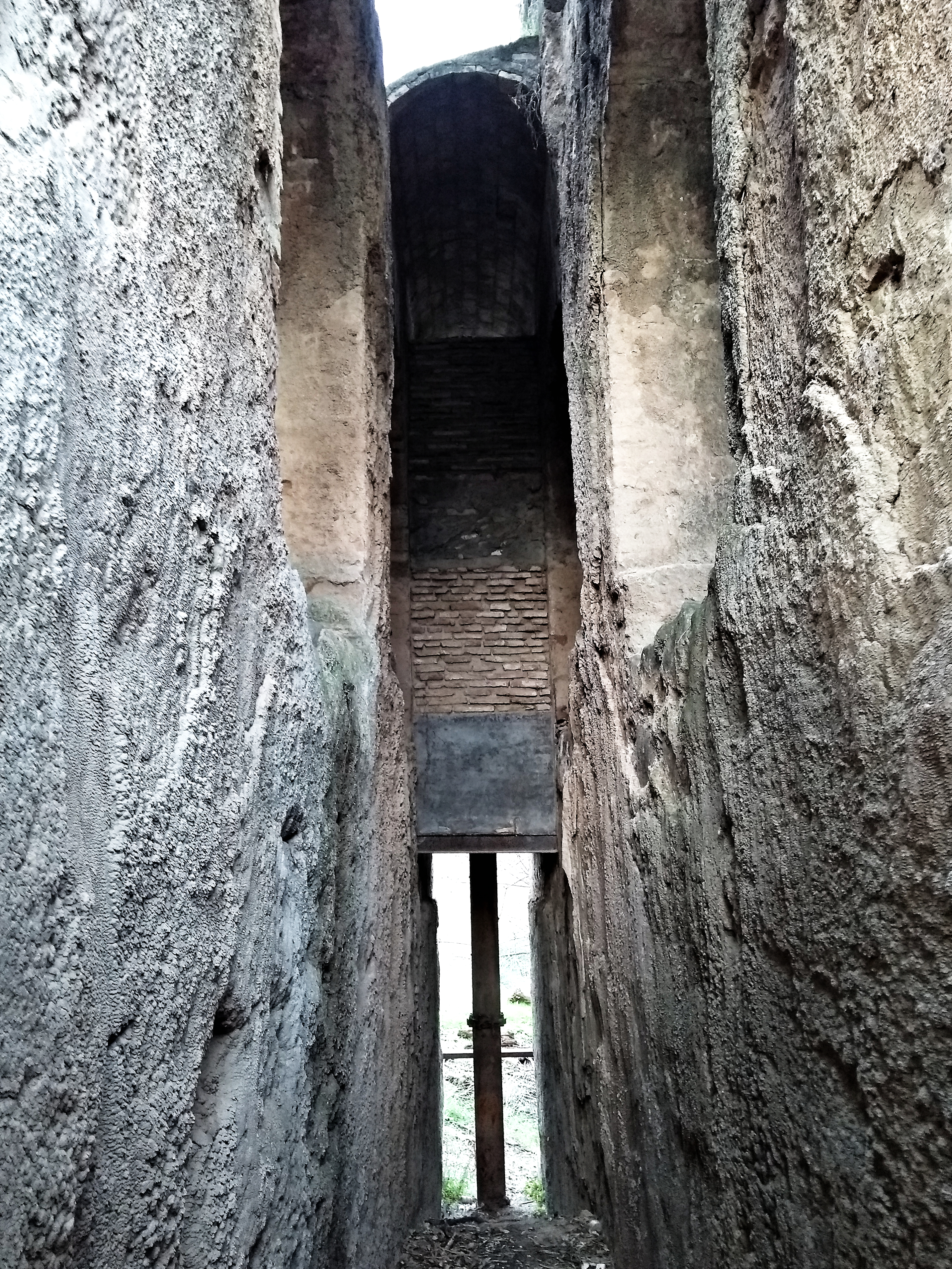
Las Grúas

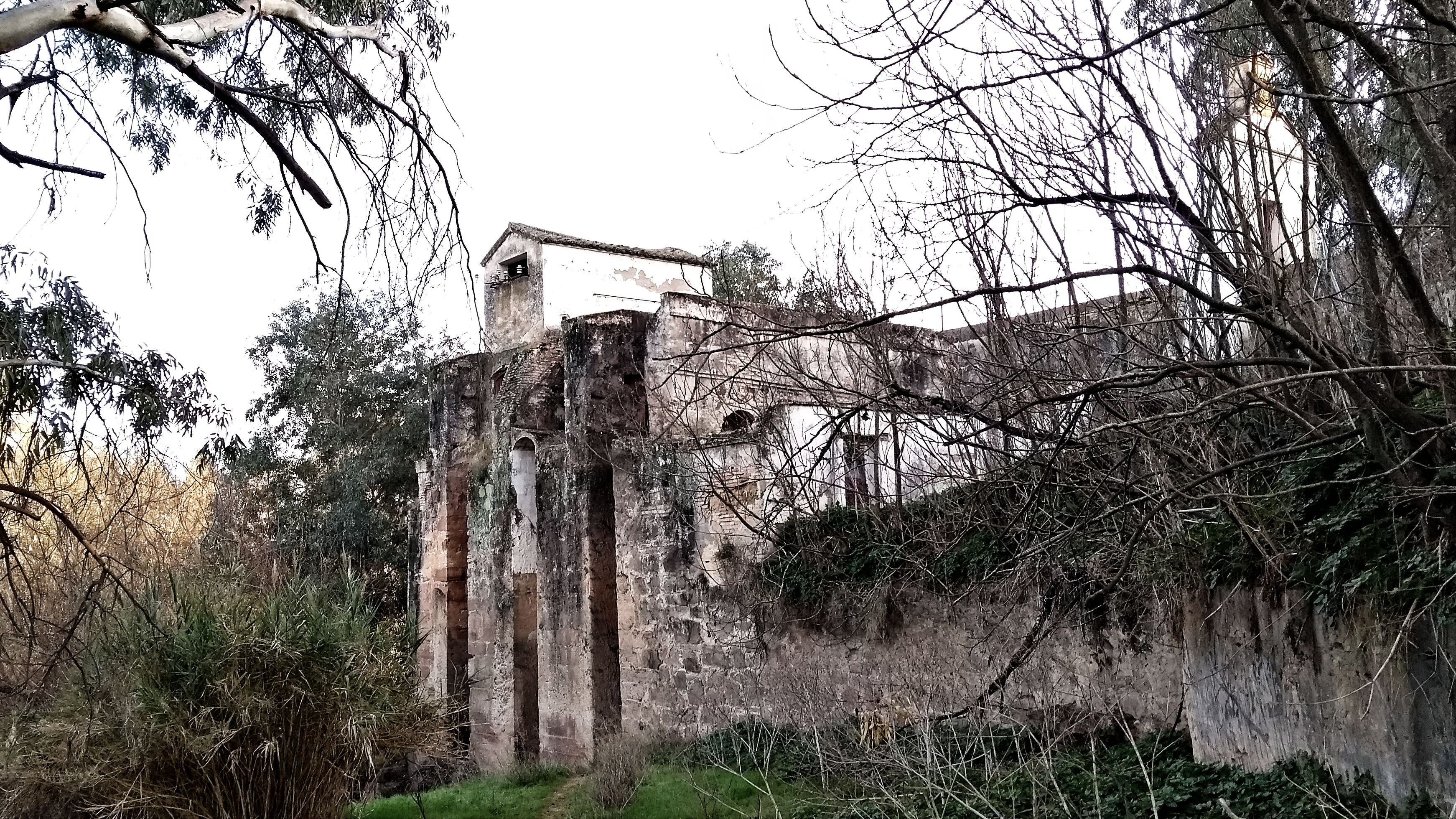
Las Grúas

- Las Grúas o las presas: Se encuentran situadas a orillas del Guadalquivir, próximas a los restos del llamado Castillo de Alcocer, a espaldas de la ermita de San Pedro. Se tienen noticias de que, anteriormente, en 1537, don Luis Méndez de Haro, preocupado por abastecer a sus tierras de agua suficiente, sacó un cauce del río Guadalquivir, con lo que existía un precedente en las obras de ingeniería que iba a realizar su sucesor. Las obras se realizaron entre el 1561-1568. En la actualidad solo queda la construcción en piedra habiendo desaparecido las ruedas mientras que las acequias han sido transformadas y adaptadas a las necesidades actuales.

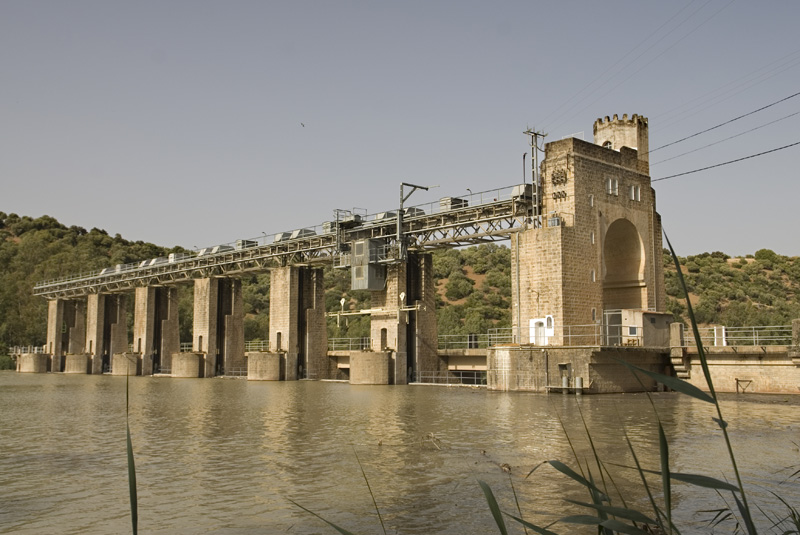
Presa y central hidroeléctrica "El Salto".

- Salto del agua y central Hidroeléctrica: Queda al límite del término municipal de El Carpio junto a Pedro Abad y Adamuz. Es uno de los conjuntos más destacados en toda Andalucía. Construido, a base de bloques de hormigón prensado, sobre el río Guadalquivir, está formado por dos núcleos, la presa y la central eléctrica. El sistema utilizado fue el de presa de compuertas, quedando integrada la doble función de presa y puente en un único conjunto, en el que destaca un magnífico pórtico con arco de herradura y torreta poligonal inspirada en la arquitectura militar islámica.

- Palacio Ducal (en la Plaza de La Constitución) Su construcción se inicia en 1671 pero tendrá sucesivas mejoras durante el siglo XVIII. Situada en la Plaza de la Constitución es una construcción de grandes dimensiones, de planta rectangular, formada por tres unidades distintas: dos laterales destinada a vivienda del administrador y otros servicios, y la central, que es palaciega propiamente dicha. Interesa destacar, dentro del conjunto, la residencia solariega, formada por tres plantas, una de sótano y dos en superficie, conectadas por una monumental escalera. Al exterior presenta un alzado muy sencillo con una distribución horizontal simétrica de vanos que coinciden en las dos plantas que forman el edificio. Hoy usado como centro de exposiciones en la planta baja, biblioteca en la planta alta y centro de día de la tercera edad. En su patio hay varias dependencias que son usadas como Radio Local, Club de aeromodelismo, etc.
- Antigua Fábrica de Harinas de S. Antonio (finales del S. XIX o principios del S. XX y un destacado ejemplo de la arquitectura industrial andaluza a preservar)